# Дюриш, Давид
Да́вид Дю́риш (словац. Dávid Ďuriš; род. 22 марта 1999, Жилина) — словацкий футболист, вингер клуба «Асколи» и сборной Словакии. Участник чемпионата Европы 2024.

## Клубная карьера
Дюриш — воспитанник клуба «Жилина». 18 сентября 2018 года в поединке Кубка Словакии против «Татран Красно» игрок дебютировал за основной состав. 20 июля 2019 года в матче против «Земплина» он дебютировал в чемпионата Словакии. 17 августа в поединке против «Нитры» Давид забил свой первый гол за «Жилину». В начале 2024 года Дюриш на правах аренды перешёл в итальянский «Асколи». 10 февраля в матче против «Катандзаро» он дебютировал в итальянской Серии B. 11 марта в поединке против «Сампдории» Давид забил свой первый гол за «Асколи».

## Международная карьера
22 сентября 2022 года в Лиги наций 2022/2023 против сборной Азербайджана Дюриш дебютировал за сборную Словакии. 16 октября 2023 года в отборочном матче чемпионата Европы 2024 против сборной Люксембурга он забил свой первый гол за национальную команду.

### Голы за сборную Словакии
| # | Дата            | Место                                      | Противник  | Результат | Счёт | Соревнование                       |
| - | --------------- | ------------------------------------------ | ---------- | --------- | ---- | ---------------------------------- |
| 1 | 16 октября 2023 | Стад де Люксембург, Люксембург, Люксембург | Люксембург | 0:1       | 0:1  | Чемпионат Европы 2024 квалификация |